# اسلانا بولاتوویچ
اسلانا بولاتوویچ (انگلیسی: Slađana Bulatović؛ زادهٔ ۴ مهٔ ۱۹۹۴) بازیکن فوتبال اهل مونته‌نگرو است.
وی همچنین در تیم ملی فوتبال زنان مونته‌نگرو بازی کرده‌است.